# Giovanni Francesco Biandrate di San Giorgio Aldobrandini
Giovanni Francesco Biandrate di San Giorgio Aldobrandini (* 7. April 1545  in Casale Monferrato; † 16. Juli 1605 in Lucca) war ein Kardinal, römisch-katholischer Bischof und Jurist.

## Biografie
Am 12. August 1585 wurde er mit Dispens, weil er noch keine Weihe empfangen hatte, zum Bischof von Acqui ernannt. Am darauf folgenden 3. November weihte ihn Kardinal Giovanni Antonio Serbelloni in der Sixtinischen Kapelle, unterstützt von Gasparo Cenci, Bischof von Melfi und Rapolla, und von Filippo Sega, Bischof von Piacenza. Im gleichen Jahr 1585 wurde er Kommendatarabt von Ripalta. Vom 5. Februar 1592 bis Januar 1593 war er Gouverneur der Marken und ab 26. Januar 1593 Präsident der Romagna.
Am 5. Juni 1596 wurde Biandrate im Konsistorium zum Kardinal erhoben. Am darauffolgenden 8. Juni erhielt er den Kardinalshut und am 21. Juni erhielt er die Titelkirche San Clemente.
Ab dem 14. April 1597 war er apostolischer Legat in den Marken und Gouverneur von Ascoli Piceno und Montalto. Angesichts der vielen Verpflichtungen, die ihn von seiner Diözese fernhielten, trat er wahrscheinlich noch vor dem 25. November 1598 von der Leitung zurück und übernahm gleichzeitig das Amt des Legaten in der Romagna.
Ende des Jahres 1598 empfingen er zusammen mit dem päpstlichen Legaten, Kardinal Ottavio Bandini, in Ferrara, am Eingang des Kirchenstaates, Margarete von Österreich, die zukünftige Braut König Philipps III. von Spanien. In Ferrara fand die Ferntrauung statt, die dann in Spanien bestätigt wurde. Im Jahre 1601 wurde er Kommendatarabt von Caramagna.
Am 16. April 1603 wurde er zum Bischof von Faenza ernannt. Er nahm sowohl am ersten Konklave von 1605, das Papst Leo XI. wählte, als auch am zweiten Konklave, das Papst Paul V. wählte, teil.
Giovanni Francesco Biandrate starb am 16. Juli 1605 in Lucca und wurde auf seinen Wunsch hin im Dom von Faenza beigesetzt.